# Sashiko

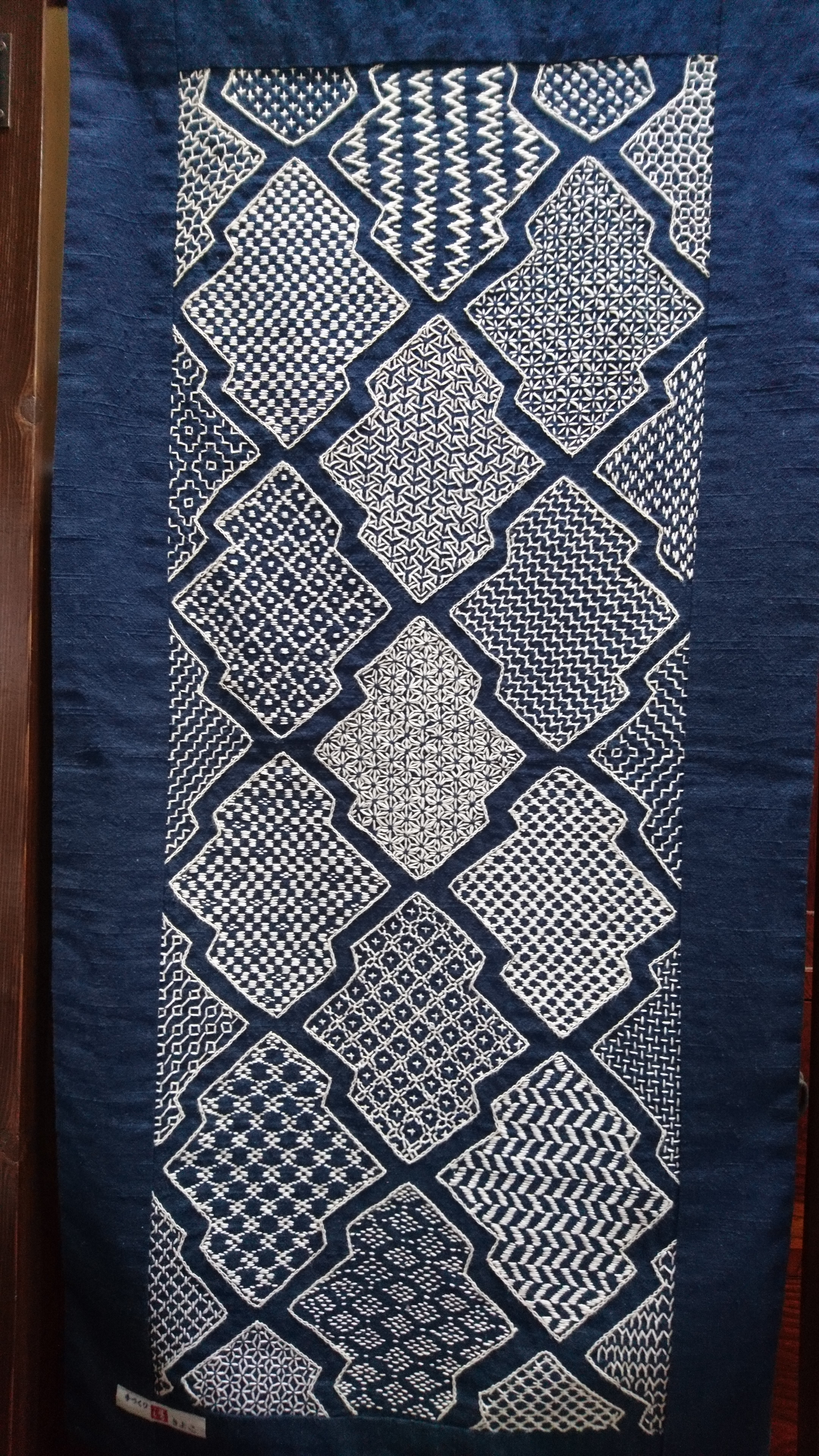
harakata-sashiko

Sashiko (刺し子, letterlijk kleine steekjes) is borduurwerk dat gebruikt wordt voor het verstevigen of mengen van stoffen of voor decoratieve doeleinden. In Japan, waar de techniek oorspronkelijk vandaan komt, is het gebruikelijk witte katoendraad op stoffen die met indigo gekleurd zijn te gebruiken. 
De techniek is terug in de aandacht gekomen doordat patchwork-kleding in de mode kwam. 

## Geschiedenis
De techniek werd eerst gebruikt om oude kledij te herstellen en verstevigen in de Edo-periode (1603-1867). Tegen de Meiji-periode (1868-1912) was het uitgegroeid tot een taak voor de winter als het te koud is om buiten te werken.

## Patronen (selectie)
Er bestaan vele patronen en er komen er steeds bij. Hieronder volgt een selectie van enkele basispatronen. 
- Tate-jima (縦縞, verticale strepen)
- Yoko-jima (横縞, horizontale strepen)
- Yarai (矢来, bamboe)
- Kagome (籠目, geweven bamboe)
- Hishi-igeta (菱井桁, kruisjes)
- Shippo tsunagi (七宝, overlappende cirkels, zeven schatten)
- Yabane (矢羽, parallellogrammen in de vorm van pijlveren)
- Hishi-moyō (菱模様, diamant)
- Amime (網目, visnet)

## Bekende wevers
- Atsushi Futatsuya

- Bibliothèque nationale de France: cb150752033 (data)
- Library of Congress Control Number: sh89007151
- Bibliotheek van het Japanse parlement: 00576852
- Nationale Bibliotheek van Israël: 987007541865105171